# Secretaría de Estado de Educación

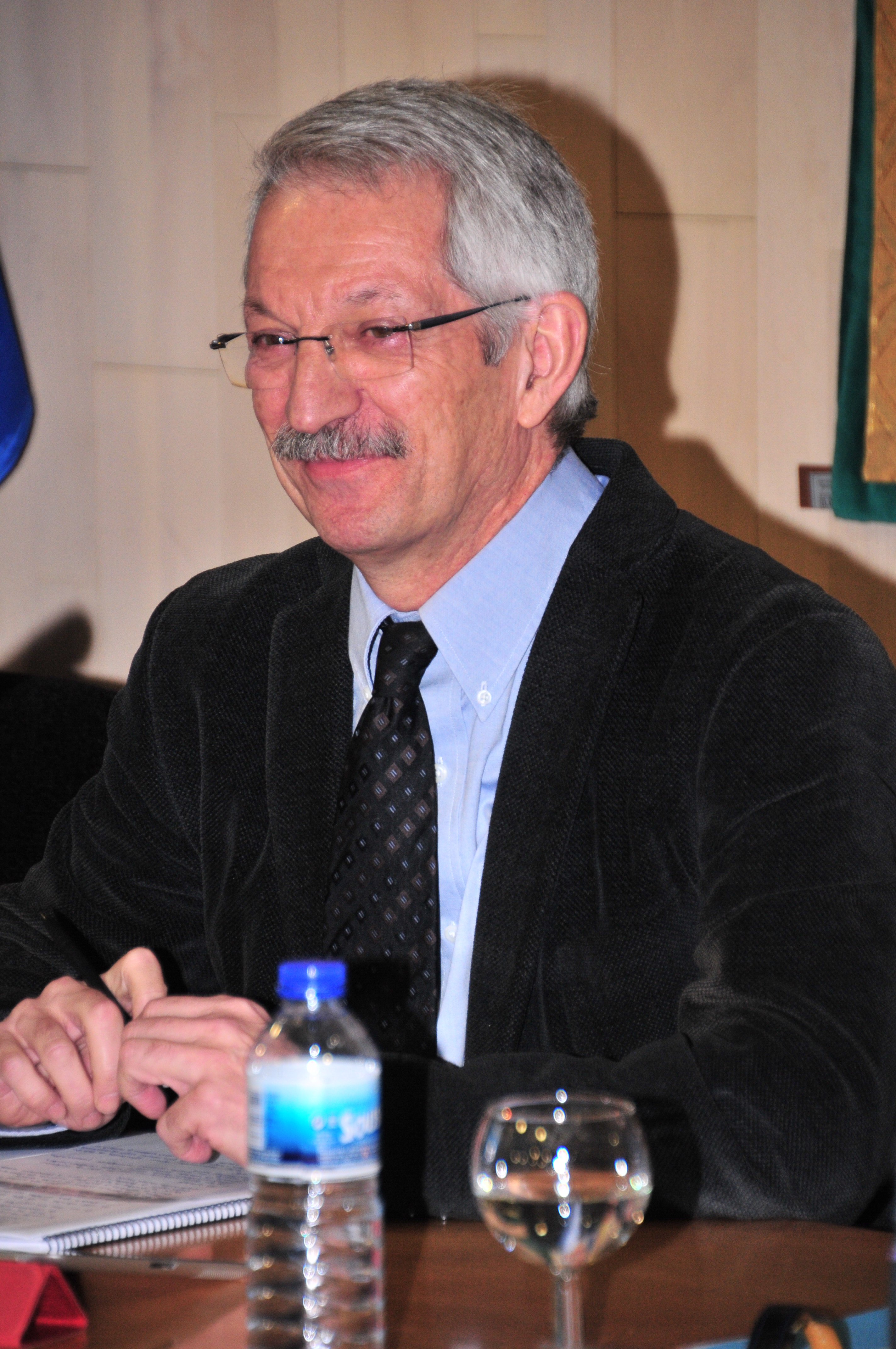
Alejandro Tiana, anterior secretario de Estado.

La Secretaría de Estado de Educación (SEE) de España es el órgano superior del Ministerio de Educación, Formación Profesional y Deportes que se encarga de la superior dirección de la política educativa del Gobierno de la Nación en materia de educación no universitaria. No gestiona, sin embargo, las políticas gubernamentales en formación profesional que, desde el año 2020, corresponden a una Secretaría General independiente.

## Historia
La Secretaría de Estado de Educación se crea en verano de 1988 para que diseñase y ejecutase las líneas fundamentales de la educación en sus niveles no universitarios, funciones que anteriormente tenía atribuidas la Secretaría General de Educación. Originalmente se componía de cuatro órganos directivos, las direcciones generales de Renovación Pedagógica, de Centros Escolares, de Formación Profesional Reglada y Promoción Educativa, y de Coordinación y de la Alta Inspección.
En mayo de 1996 la Secretaría de Estado es suprimida y sus funciones fueron asumidas por la Secretaría General de Educación y Formación Profesional, situación que se mantiene hasta 1999 cuando se recupera y que se repetirá entre 2004 y 2008.
En 2008 se recuperó el órgano superior y se denominó Secretaría de Estado de Educación y Formación, adquiriendo al año siguiente la denominación de Secretaría de Estado de Educación y Formación Profesional. Con el cambio de gobierno de finales de 2011, este órgano superior asumió las competencias sobre la educación universitaria, pasando a denominarse ecretaría de Estado de Educación, Formación Profesional y Universidades y dependiendo directamente de ella la Secretaría General de Universidades.
El cambio de Gobierno de 2018, que supuso la llegada a la presidencia de Pedro Sánchez, este decide remodelar la estructura ministerial dividiendo el antiguo Ministerio de Educación, Cultura y Deporte en tres nuevos ministerios, a saber: Ministerio de Educación y Formación Profesional que asume las competencias educativas, el Ministerio de Cultura y Deporte que recupera su autonomía y asume las competencias culturales y de impulso del deporte y el Ministerio de Ciencia, Innovación y Universidades, que asume las competencias en educación superior.
Debido a este cambio estructural, la Secretaría de Estado pierde las competencias en universidades en favor de la Secretaría de Estado de Universidades, Investigación, Desarrollo e Innovación, quedándose con las funciones de los niveles inferiores de educación y formación profesional.
En 2020, el nombre de la Secretaría de Estado es simplificado, perdiendo el término "formación profesional" de su nomenclatura debido a la creación de la Secretaría General de Formación Profesional, que sustituyó a la Dirección General homónima y que depende directamente del Ministro.

## Funciones
Según el Real Decreto 274/2024, de 19 de marzo, a la Secretaría de Estado de Educación le corresponde:
1. La superior dirección de las competencias atribuidas al Departamento en materia de educación no universitaria, a excepción de las enseñanzas de formación profesional.
2. La ordenación, evaluación e innovación de las enseñanzas que integran el sistema educativo español, incluyendo todas las enseñanzas del sistema educativo excepto la enseñanza universitaria y las de Formación Profesional, sin perjuicio de las competencias del Consejo Superior de Deportes en materia de enseñanzas deportivas.
3. El cumplimiento de las obligaciones de los poderes públicos en materia de enseñanzas no universitarias, a excepción de las de formación profesional, y de innovación educativa, así como el fomento de la igualdad de oportunidades en el acceso a la educación
4. La programación y gestión de las enseñanzas de su competencia en su ámbito de actuación, el desarrollo y difusión de las orientaciones educativas derivadas de la normativa vigente en el campo de las enseñanzas de régimen especial y la ordenación académica básica de sus enseñanzas correspondientes.
5. El diseño, planificación y dirección de la política de becas y ayudas al estudio, en coordinación con el Ministerio de Ciencia, Innovación y Universidades, así como su gestión.
6. La promoción de las políticas de igualdad, coeducación, no discriminación y accesibilidad universal en el ámbito de sus competencias.
7. El impulso y coordinación de las relaciones con las comunidades autónomas y las corporaciones locales en las materias de su competencia.
8. Las funciones previstas en la normativa vigente correspondientes a la alta inspección de Educación.
9. La elaboración de las propuestas de disposiciones generales en las materias de su competencia, así como las relaciones y consultas con las comunidades autónomas y las personas jurídicas y físicas interesadas durante su tramitación.
10. La dirección de las relaciones internacionales en materia de educación no universitaria, a excepción de la formación profesional, así como el seguimiento de las actuaciones derivadas de la Unión Europea en este ámbito; la planificación de la administración educativa en el exterior y de los centros docentes españoles de titularidad estatal en el extranjero, así como la definición de los programas de cooperación internacional, de carácter bilateral o multilateral en las materias de su competencia, sin perjuicio de las competencias del Ministerio de Asuntos Exteriores, Unión Europea y Cooperación.
11. El establecimiento de las directrices relativas al ordenamiento del personal docente de enseñanzas no universitarias, en coordinación con la Secretaría General de Formación Profesional y con la Subsecretaría.

## Estructura
La Secretaría de Estado se estructura en dos órganos directivos encargados del desarrollo de los objetivos que establecen el Ministerio y la Secretaría de Estado dentro de las competencias que le son propias, y son:
- La Dirección General de Evaluación y Cooperación Territorial.
  - La Subdirección General de Ordenación Académica.
  - La Subdirección General de Cooperación Territorial e Innovación Educativa.
  - El Instituto Nacional de Evaluación Educativa.
  - El Instituto Nacional de Tecnologías Educativas y de Formación del Profesorado.
- La Dirección General de Planificación y Gestión Educativa.
  - La Subdirección General de Becas, Ayudas al Estudio y Promoción Educativa.
  - La Unidad de Acción Educativa Exterior.
  - La Subdirección General de Fondo Social Europeo en el Ámbito Educativo.
  - La Subdirección General de Centros, Inspección y Programas.

Como órgano de asistencia inmediata al Secretario de Estado existe un Gabinete, con nivel orgánico de Subdirección General.

### Adscripciones
Se adscriben al Departamento, a través de la Secretaría de Estado de Educación, los siguientes órganos colegiados:
- El Consejo Escolar del Estado.
- El Consejo Superior de Enseñanzas Artísticas.
- El Observatorio Estatal de la Convivencia Escolar.

## Presupuesto
La Secretaría de Estado de Educación tiene un presupuesto asignado de 3 199 594 170 € para el año 2023. De acuerdo con los Presupuestos Generales del Estado para 2023, la SEE participa en once programas:
| Nº Programa                                  | Programa | Dotación        | Ref.   |
| -------------------------------------------- | --- | --------------- | ------ |
| 144B                                         | Cooperación, promoción y difusión educativa en el exterior a través de la Dirección General de Planificación y Gestión Educativa                     | 11 304 280 €    | [ 10 ] |
| 321M                                         | Dirección y Servicios Generales de Educación y Formación Profesional                                                                                 | 2 422 590 €     | [ 11 ] |
| 321M                                         | Dirección y Servicios Generales de Educación y Formación Profesional a través de la Dirección General de Evaluación y Cooperación Territorial        | 3 524 370 €     | [ 11 ] |
| 321M                                         | Dirección y Servicios Generales de Educación y Formación Profesional a través de la Dirección General de Planificación y Gestión Educativa           | 6 613 390 €     | [ 11 ] |
| 321N                                         | Formación permanente del profesorado de Educación a través de la Dirección General de Evaluación y Cooperación Territorial                           | 1 847 440 €     | [ 12 ] |
| 322A                                         | Educación Infantil y Primaria a través de la Dirección General de Planificación y Gestión Educativa                                                  | 16 017 670 €    | [ 13 ] |
| 322B                                         | Educación Secundaria, Formación Profesional y Escuelas Oficiales de Idiomas a través de la Dirección General de Evaluación y Cooperación Territorial | 210 868 680 €   | [ 14 ] |
| 322B                                         | Educación Secundaria, Formación Profesional y Escuelas Oficiales de Idiomas a través de la Dirección General de Planificación y Gestión Educativa    | 10 667 640 €    | [ 14 ] |
| 322E                                         | Enseñanzas artísticas a través de la Dirección General de Evaluación y Cooperación Territorial                                                       | 2 080 €         | [ 15 ] |
| 322E                                         | Enseñanzas artísticas a través de la Dirección General de Planificación y Gestión Educativa                                                          | 296 750 €       | [ 15 ] |
| 322F                                         | Educación en el exterior a través de la Dirección General de Planificación y Gestión Educativa                                                       | 110 332 490 €   | [ 16 ] |
| 322G                                         | Educación compensatoria a través de la Dirección General de Evaluación y Cooperación Territorial                                                     | 576 520 €       | [ 17 ] |
| 322G                                         | Educación compensatoria a través de la Dirección General de Planificación y Gestión Educativa                                                        | 1 489 490 €     | [ 17 ] |
| 322L                                         | Inversiones en centros educativos y otras actividades educativas                                                                                     | 20 000 €        | [ 18 ] |
| 322L                                         | Inversiones en centros educativos y otras actividades educativas a través de la Dirección General de Evaluación y Cooperación Territorial            | 363 958 560 €   | [ 18 ] |
| 322L                                         | Inversiones en centros educativos y otras actividades educativas a través de la Dirección General de Planificación y Gestión Educativa               | 6 960 780 €     | [ 18 ] |
| 323M                                         | Becas y ayudas a estudiantes a través de la Dirección General de Evaluación y Cooperación Territorial                                                | 58 649 610 €    | [ 19 ] |
| 323M                                         | Becas y ayudas a estudiantes a través de la Dirección General de Planificación y Gestión Educativa                                                   | 2 490 974 490 € | [ 19 ] |
| 000X                                         | Transferencias internas | 12 142 980 €    | [ 20 ] |
| 000X                                         | Transferencias internas a través de la Dirección General de Planificación y Gestión Educativa                                                        | 8 223 580 €     | [ 20 ] |
| Total presupuesto de la Secretaría de Estado | Total presupuesto de la Secretaría de Estado | 3 199 594 170 € |        |

## Secretarios de Estado
- Alfredo Pérez Rubalcaba (1988-1992)
- Álvaro Marchesi Ullastres (1992-1996)
- Jorge Fernández Díaz (1999-2000)
- Julio Iglesias de Ussel (2000-2004)
- Eva Almunia (2008-2010)
- Mario Bedera Bravo (2010-2011)
- Montserrat Gomendio (2012-2015)
- Marcial Marín Hellín (2015-2018)
- Alejandro Tiana (2018-2022)[21]
- José Manuel Bar Cendón (2022-2024)[22]
- Abelardo de la Rosa Díaz (2024-presente)[23]